# Dewi Danu

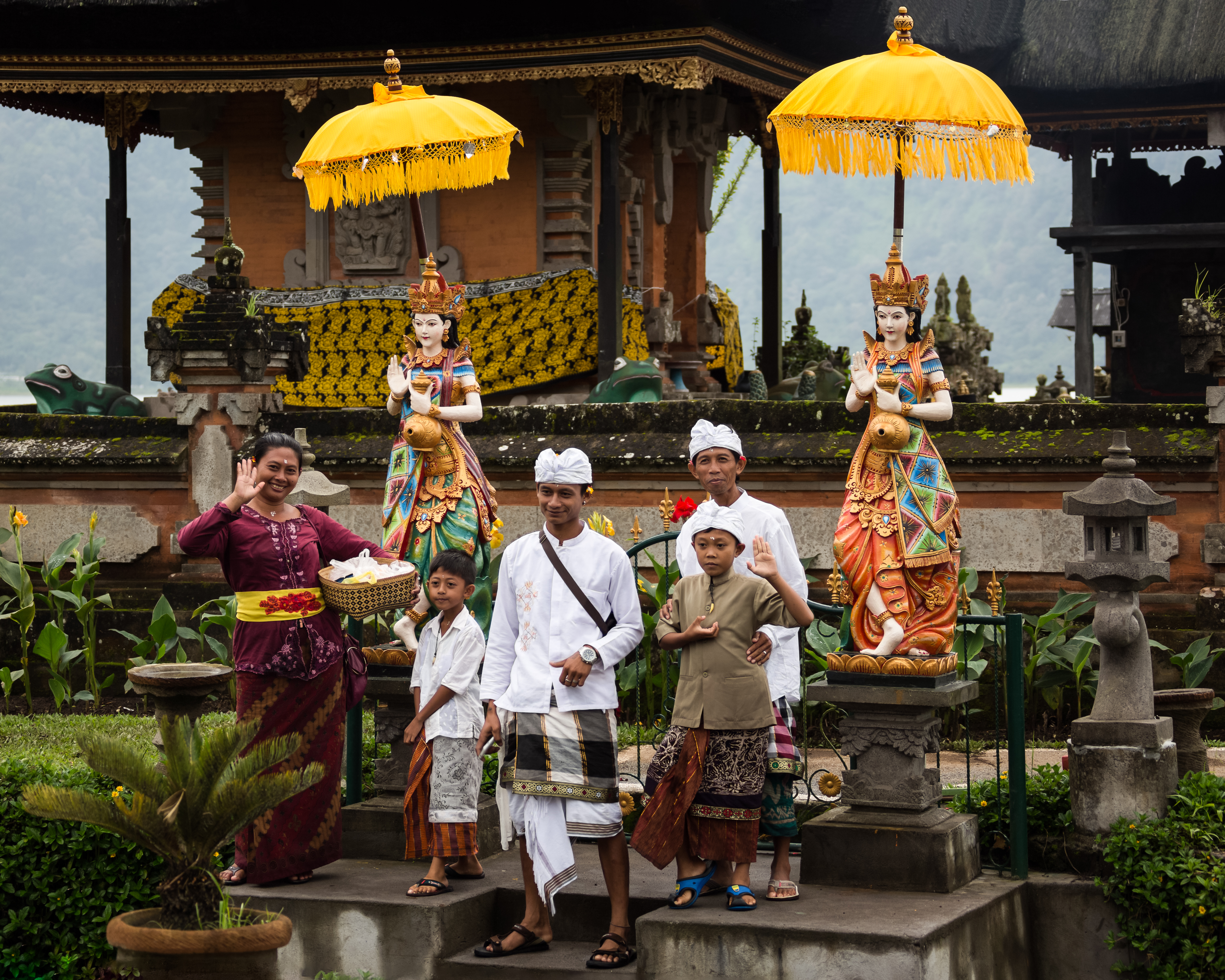
Dos estatuas coloreadas de madera y yeso de la diosa Dewi Danu en el pura Ulun Danu Bratan.

Dewi Danu es la diosa de las aguas dulces (lagos y ríos) de los hindúes balineses, que llaman a su sistema de creencias Ágama Tirta, o sistema de creencias del agua. Es una de las dos deidades supremas en la tradición balinesa.

## Etimología
En balinés, Dewi Danu significa literalmente: dewi= divinidad y danu= lago, luego, "diosa del lago".
El término danu, para los hindúes balineses, tiene un significado que engloba todas las aguas dulces o salobres de los lagos, ríos, arroyos y riachuelos presentes en la isla de Bali, comprendiendo también los artificiales creados por el hombre para el riego de los campos.

## Descripción
Dewi Danu es la diosa suprema de la jerarquía Agama Tirta (sistema de agua), creencias balinesas sobre la religiosidad del agua. También es la figura femenina más importante del Olimpo balinés, girando en torno a su culto, la gran mayoría de los ritos y tradiciones locales.
Dewi Danu está descrita como una mujer hermosa, que sostiene una pequeña jarra de agua en su mano derecha y un maṇḍala en la izquierda; su vehículo es un gran Nāga, mitad serpiente mitad dragón cubierto de escamas doradas.
En la mitología hinduista balinesa, es la sexta y más joven hija del dios Dewa Pasupati que reside en el monte Semeru (equivalente al monte Meru, "la morada de los dioses) en Java Oriental. Dewi Danu y sus hermanos gobiernan los siguientes lugares: Dewi Geni en el monte Lempuyang, Dewi Putranjaya en el monte Agung, Dewa Hyang Tumuwuh en el monte Batukaru, Dewa Manik Umang en el monte Beratan, Dewi Hyang Tugu en el monte Andakasa y Dewi Danu en el monte Batur. Los seis forman el Sang Hyang Tri Purusha, es decir, los tres hijos e hijas de Hyang Pasupati.
Danu es la consorte de Ratu Sakti Pancering Jagat, venerado como tal en el templo de Pancering Jagat en Terunyan, madre de Ratu Gede Dalam Dasar venerada como tal en el templo de Pancering Jagat en Terunyan, y madre de Ratu Gede Dalam Dasar con quien gobierna el pura Ulun Danu Batur. La tríada, compuesta por la diosa Danu, su esposo Pancering Jagat y su hijo Dalam Dasar, es adorada en la localidad de Terunyan.
Como soberana del lago Batur, cuyas aguas se utilizan para regar los campos de arroz, Dewi Danu también es reverenciada como diosa de la fertilidad. Para la diosa es sagrado el sistema de riego tradicional conocido como subak.

## Orígenes
La leyenda sobre el nacimiento de Dewi Danu tiene varias versiones, unas javanesas y otras puramente balinesas.
Según las inscripciones presentes en el pura Ulun Danu Batur, a principios del quinto mes de Margasari, Dewa Pasupati trasladó la cumbre del monte Mahameru desde la India hasta la isla de Java que, balanceándose, dividió la cumbre en dos. Entonces Shiva creó una segunda montaña en la isla balinesa. La grieta derecha, de la parte de la cumbre transportada a Bali, se convirtió en el monte Tohlangkir, morada del dios Dewa Putranjaya, mientras que en la izquierda se erigió el monte Batur, residencia de su hermana gemela, la diosa Dewi Danu.
Los dos se celebran profusamente a lo largo de ese mes en todo momento en la isla.
En el folclore del pueblo balinés de Terunyan, donde el culto a la diosa está particularmente vivo, se dice que el fragante aroma del taru menyan ('árbol del incienso') invitaba a la diosa Uma a bajar del cielo para residir en el lugar, que desde entonces tomó el nombre de Terunyan. Esto no agradó al dios Dewa Surya y bajó a la tierra a razonar con la diosa que, molesta por la insistencia del dios, comenzó por despecho, a esconderse entre la vegetación. Ante lo cual el dios Surya, enojado por el comportamiento irreverente de Uma, la castigó violándola. De su unión nacieron los mellizos Dewi Danu y su hermano Dewi Putranjaya, quienes se convirtieron respectivamente en las aguas y rocas del lugar tan amado por su madre. Esta, habiendo ya crecido sus dos hijos, abandonó la isla para regresar a su trono celestial.
Además de en el templo a ella dedicado: Pura Ulun Danu Batur, se encuentran representaciones de la diosa en otros templos, como en el escénico pura Luhur Uluwatu.